# Brun (hudfärg)

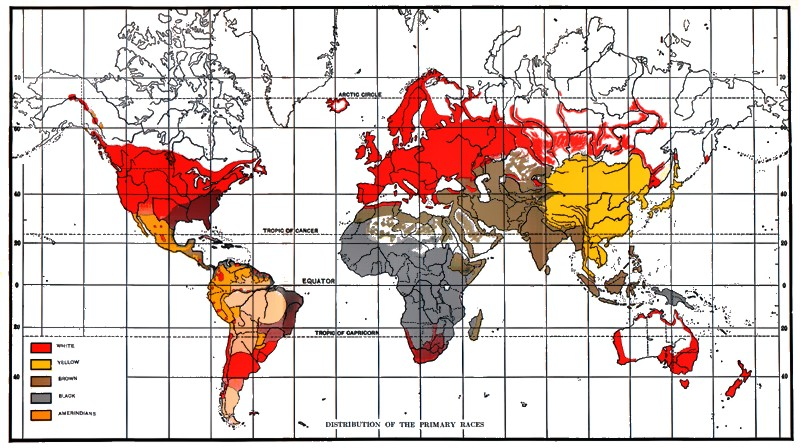
Karta över folkslag efter färger. Här delar man in Europider i röd färg, Mongolider i Gul färg, Negrider i Svart färg, Indianer i orange färg och folkslag från Mellanöstern, Nordafrika och Sydostasien i brun färg

Brunhyad eller brunhyllt syftar först och främst på personer med brun hudfärg i allmänhet. I vardagligt tal kan det syfta på personer ifrån exempelvis Mellanöstern, som generellt har en naturlig brun hudton, men även personer från Nordafrika, Indien, Sydostasien och Latinamerika kan anses ha brun hy.
I övrigt kan brunhyad också syfta på individer med blandad härkomst som exempel mulatter och mestiser.
En person med exempelvis en ljushyad och en mörkhyad förälder, får oftast en brun hudton emellan föräldrarnas hudfärger.

## Historia
Den tyske antropologen Johann Friedrich Blumenbach delade in mänskligheten i fem geografiska raser, där han kallade en rasgrupp för den malajiska eller "bruna rasen" som Blumenbach ansåg att folkgrupper från Madagaskar, Sydostasien och Oceanien tillhörde.
I västvärlden har det ända sedan 1920-talet ansetts vackert och hälsosamt med en brunbränd hy och även varit en statussymbol som visat att man haft råd att resa utomlands. Tidigare i västvärlden, och fortfarande i andra länder, var en solbränd hy ett tecken på att man arbetade utomhus och därmed tillhörde arbetarklassen.